# П'єтро ді Джованні д'Амброджо

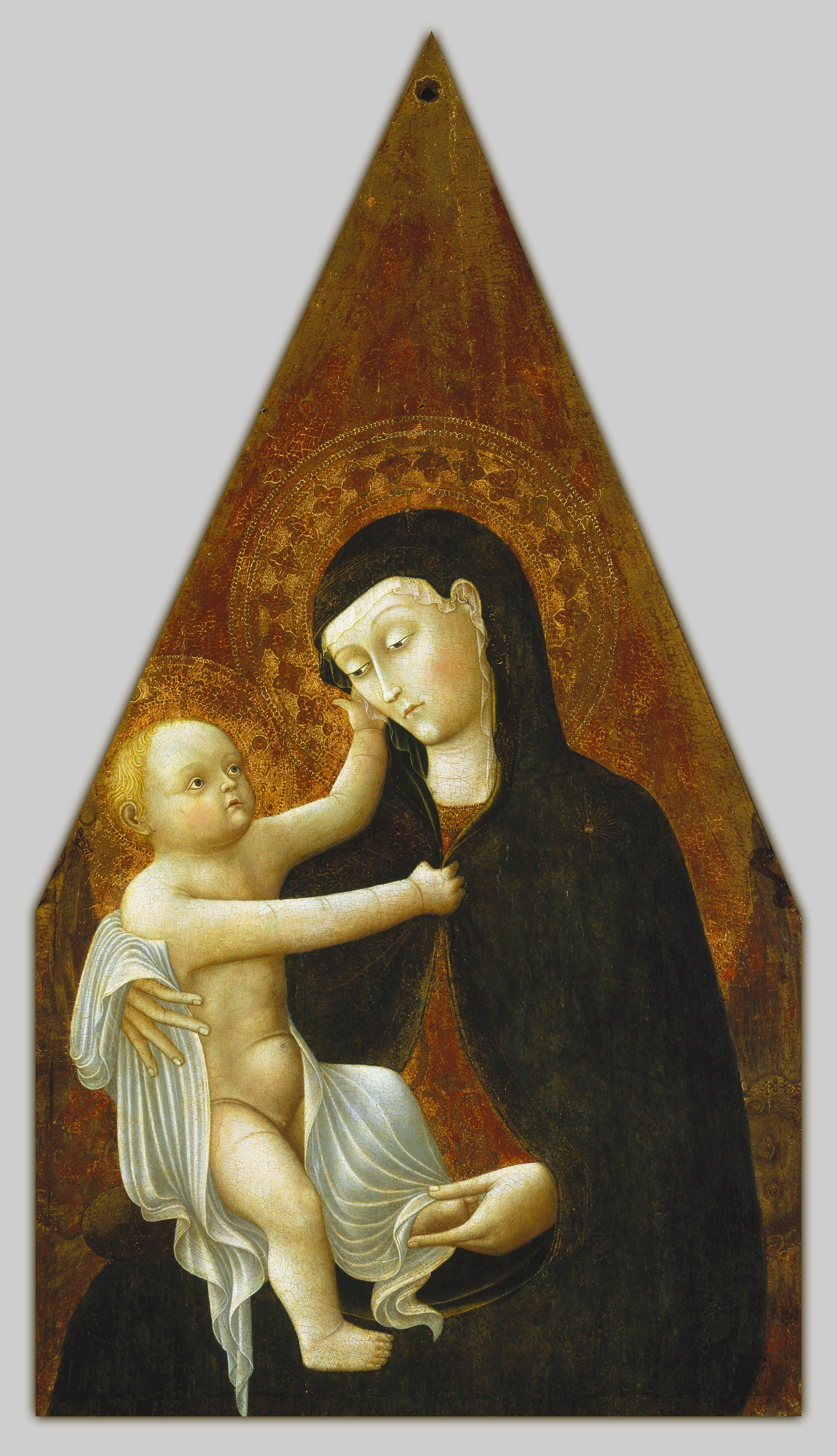
«Мадонна з немовлям», 1440-ві, Бруклінський музей, Нью-Йорк

П'є́тро ді Джова́нні д'Амбро́джо (італ. Pietro di Giovanni d'Ambrogio; 1410, Сієна — 1449, там само) — італійський живописець.

## Біографія
Народився в Сієні. Є свідчення, що Амброджо був учнем Сассетти, який значно вплинув на художника. З 1428 року він входив до Гільдії художників Сієни.
Творчість П'єтро ді Джованні д'Амброджо поєднує в собі місцеві традиції з елементами нового стилю флорентійського живопису, що придає йому риси своєрідності і новизни.
Втім, у документальних джерелах збереглись свідчення лише про останні роки життя художника.